# Пирсти
Пирсти (ест. Põrstõ) — село в Естонії, входить до складу волості Міссо, повіту Вирумаа.